# Pterostichus aethiops
Pterostichus aethiops is een keversoort uit de familie van de loopkevers (Carabidae). De wetenschappelijke naam van de soort is voor het eerst geldig gepubliceerd in 1796 door Panzer.
De soort komt in vrijwel geheel Europa voor.